# NGC 5766
إن جي سي 5766 في الفهرس العام الجديد، هي مجرة، تقع في كوكبة الميزان. اكتشفت في 8 يوليو 1885 بواسطة أورموند ستون.

## روابط خارجية
- NGC 5766 على موقع ويكي سكاي: DSS2, SDSS, GALEX, IRAS, Hydrogen α, X-Ray, Astrophoto, Sky Map, Articles and images